# Lê Đức Anh
Lê Đức Anh (Huế, 1 december 1920 – Hà Nội, 22 april 2019) is een Vietnamees generaal en politicus. Van 23 september 1992 tot 24 september 1997 was hij president van Vietnam.